# Front central
Le front central est une unité militaire soviétique, qui exista à deux reprises au cours de la Seconde Guerre mondiale. Il fut d'abord créé le 24 juillet 1941, à partir de l'aile droite du front ouest, c’est-à-dire la 3e armée soviétique et l'état-major de la 4e armée soviétique dissoute. Il subit de lourdes pertes à la suite de son encerclement à Tchernigov et fut alors dissous le 25 août 1941.
Il fut recréé le 15 février 1943, à partir de l'état-major et des unités du front du Don, transférés dans la région de Koursk, après la reddition de la 6e armée allemande, auxquels furent adjointes des armées provenant des réserves générales de la Stavka.
Le 20 octobre 1943, il fut renommé front de Biélorussie, puis le 17 février 1944, premier front biélorusse, à la suite de la création des deuxième et troisième fronts biélorusses. Il fut à la pointe des offensives soviétiques de la fin de la guerre et termina celle-ci par sa participation à la prise de Berlin. Après la guerre, le 10 juin 1945, le front fut dissous, mais son état-major servit de cadre pour la création du groupe de forces soviétiques en Allemagne.

## Commandants
- juillet et août 1941 : Fiodor Isidorovitch Kouznetsov
- août 1941 : Mikhaïl Yefremov (ru)
- février 1943 - novembre 1944 : Konstantin Rokossovski
- novembre 1944 - juin 1945 : Gueorgui Konstantinovitch Joukov